# El Port de la Selva
El Port de la Selva è un comune spagnolo di 760 abitanti situato nella comunità autonoma della Catalogna.
Il nome attuale (ufficiale dal 1981) in lingua catalana ha la sua traduzione nello spagnolo in Puerto de la Selva. La località fa parte della comarca dell'Alt Empordà nella Provincia di Girona ed è ubicato sul lato superiore del Capo Creus nella parte alta della Costa Brava, non lontana dal confine francese. Il turismo ha raggiunto un livello di rilievo nell'economia del luogo, per quanto la tradizione peschereccia del suo porto continua ad essere importante.
Il paese presenta un'architettura tipicamente marina con basse case sulle quali spicca la chiesa di Santa Maria delle Nevi di grande bellezza che si affaccia sulla baia da dietro le abitazioni. Nelle vicinanze sulla strada che conduce alla montagna denominata Verdera si può trovare un dolmen detto de la Taula dels lladres, più in alto al termine del tratto accessibile alle autovetture, l'importantissimo Monastero di Sant Pere de Rodes, ancora più sopra raggiungibile solo tramite sentiero i resti del Castello di Verdera. Legato al luogo è lo scrittore catalano Josep Maria de Segarra, dal quale ha tratto spunto delle opere di ambientazione marinara tra le quali ricordiamo La balada de Luard, El mariner e Cançons de rem i de Vela.
La località (la quarta sulla costa a partire dalla frontiera francese dalla quale lo separano 22 km), dista 33 km da Figueres e 70 km da Girona, ha un'estensione di 41,49 km² (uno dei più vasti della zona), parte dal rec d'en Feliu fino alla cala de Portalò lungo la costa e confina con le municipalità di  Llançà, Vilajuïga, Pau, Palau-saverdera, La Selva de Mar, Roses e Cadaqués. Nel suo territorio si incontra una grande ricchezza paesaggistica dove si combinano il blu del Mediterraneo, il verde delle vigne e, salendo, le alture importanti del San Salvador (671 m s.l.m.) e il Puig de Queralbs (621 metri), che formano la Sierra de Rodes.
La Sierra de Rodes, contrafforte dei Pirenei, dove si situa la località, si formò nel paleozoico ed è costituita da roccia metamorfica, filoniana e plutonica. La morfologia mostra delle coste frastagliate risultanti dall'azione corrosiva di mare e vento, con abbondanti valli fluviali inondate dal mare che originano calette pittoresche, capi elevati e promontori scoscesi così come alcune piccole isole che si elevano su una piattaforma di abrasione poco estesa. Fa eccezione una spiaggia di sabbia fine lunga circa 500 metri che si trova nella parte più interna del golfo nelle immediate vicinanze del centro urbano.